# San Patrizio
San Patrizio a Villa Ludovisi ou Igreja de São Patrício na Vila Ludovisi, chamada geralmente apenas de San Patrizio, é uma igreja titular em Roma, Itália, dedicada a São Patrício e localizada no rione Ludovisi. É uma das igrejas nacionais da República da Irlanda na cidade.
O cardeal-presbítero protetor do título de São Patrício é Thomas Christopher Collins, arcebispo de Toronto.

## Galeria

Imagens da igreja
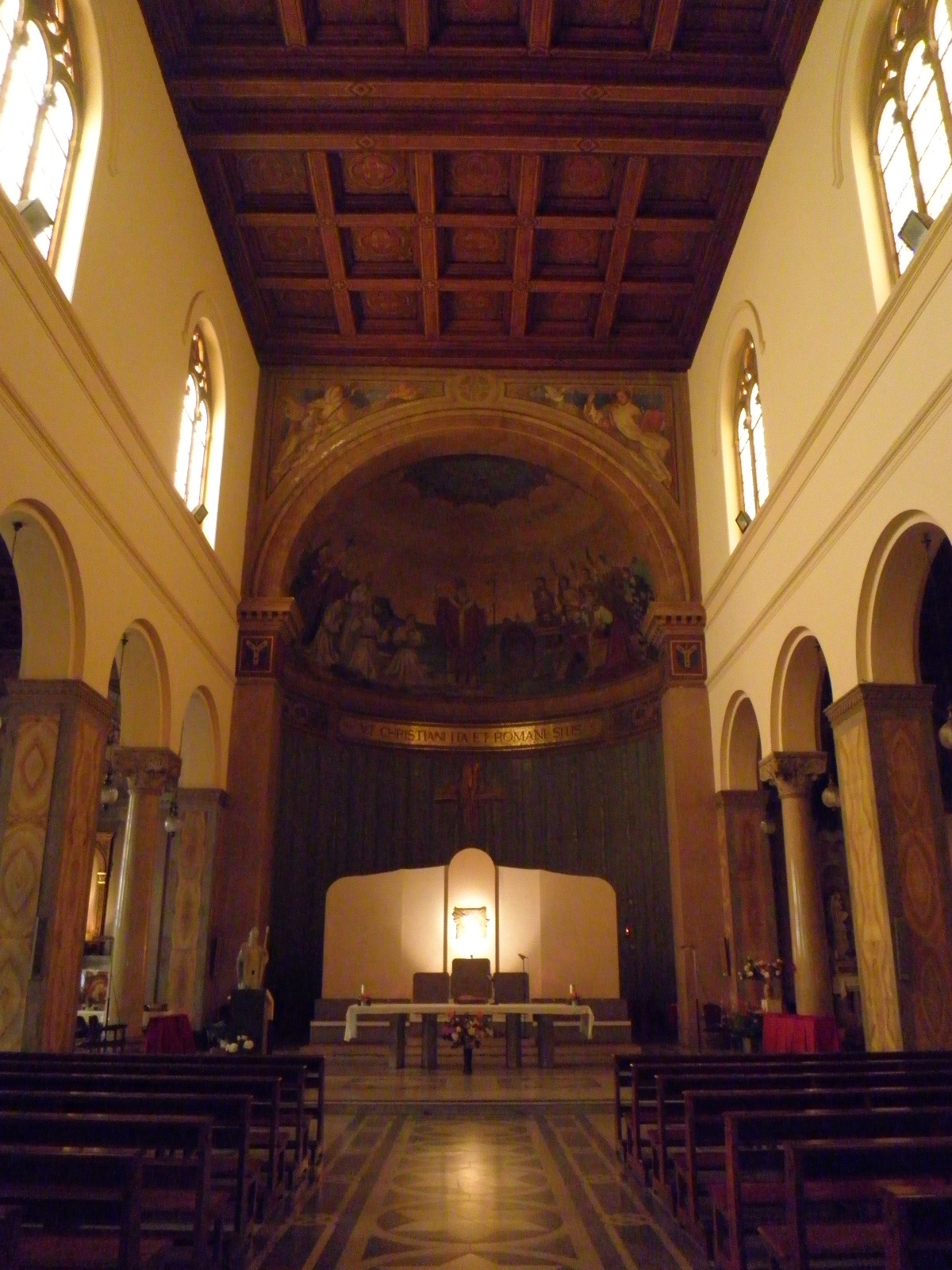
Nave em direção ao altar-mor.
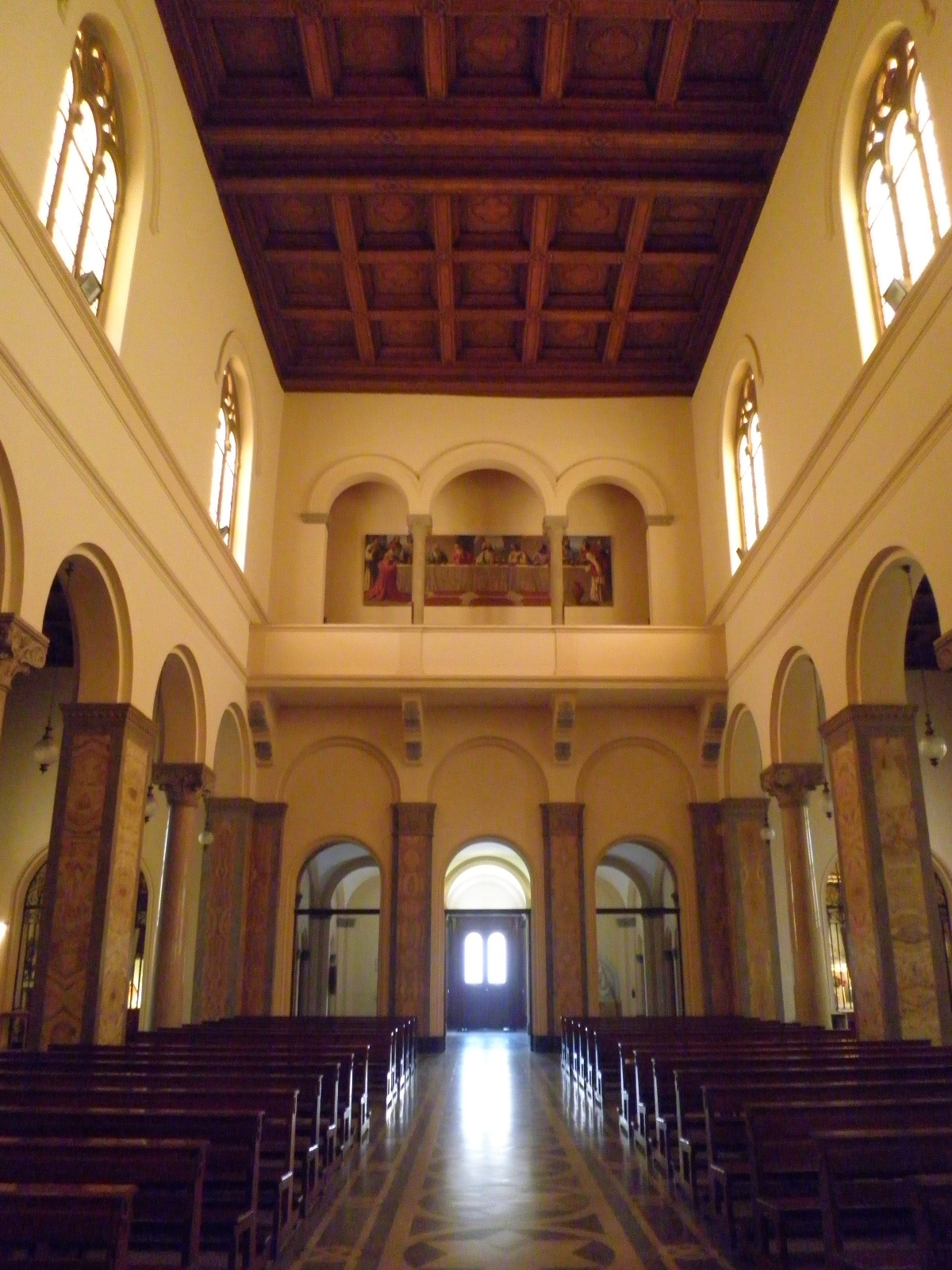
Nave em direção à contra-fachada.
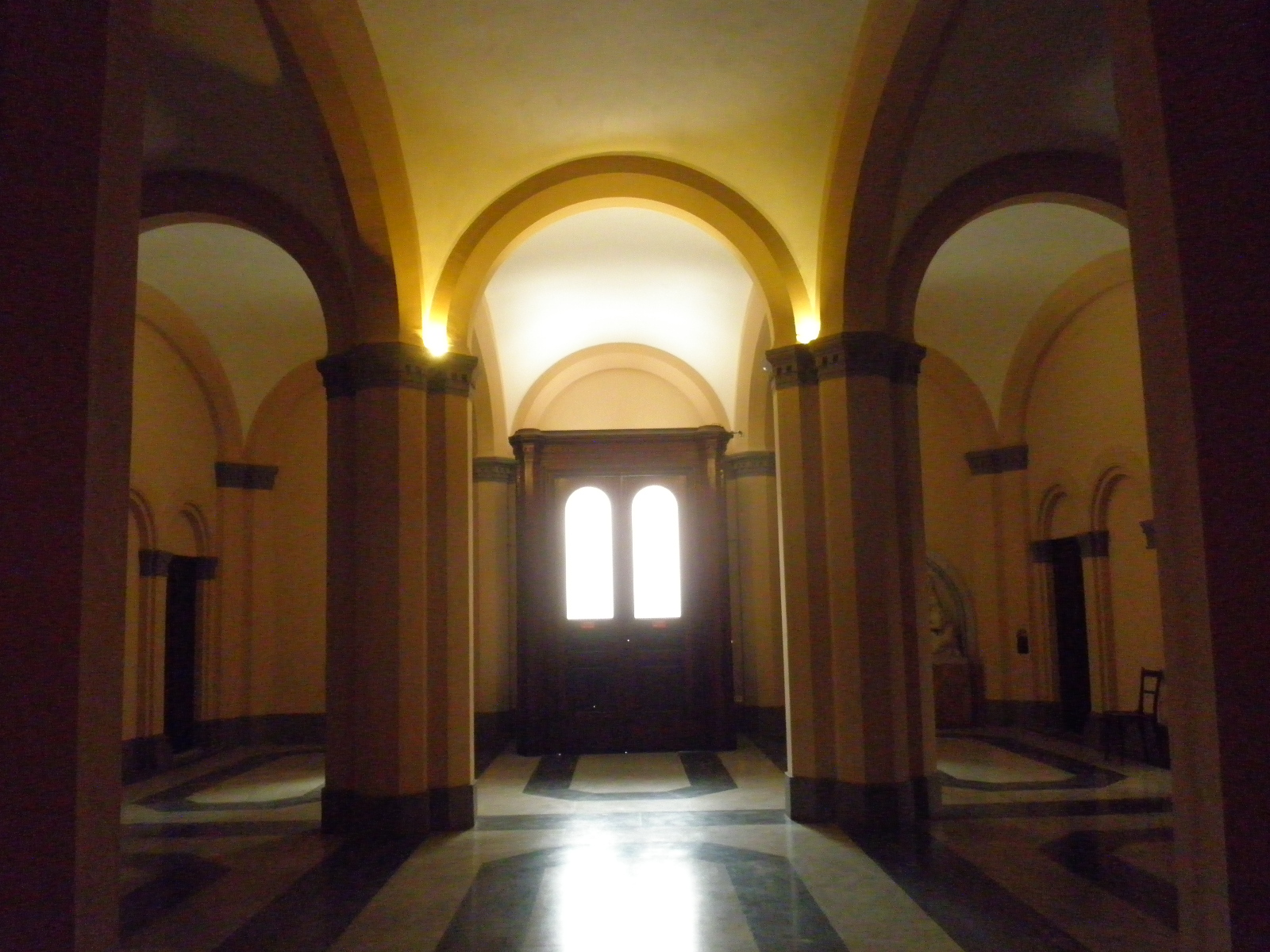
Vestíbulo.